# Choachí (ort)
Choachí är en ort i Colombia.   Den ligger i departementet Cundinamarca, i den centrala delen av landet, 20 km sydost om huvudstaden Bogotá. Choachí ligger 1 921 meter över havet och antalet invånare är 4 281.
Terrängen runt Choachí är varierad. Runt Choachí är det ganska glesbefolkat, med 43 invånare per kvadratkilometer. Närmaste större samhälle är Bogotá, 19,7 km nordväst om Choachí. Omgivningarna runt Choachí är en mosaik av jordbruksmark och naturlig växtlighet.